# Uttar Pradesh
Uttar Pradesh (Hindi: उत्तर प्रदेश nghĩa đen "Tỉnh Bắc"), viết tắt UP, là bang đông dân nhất của Cộng hòa Ấn Độ cũng như phân cấp hành chính quốc gia đông dân nhất thế giới. Bang được thành lập ngày 1 tháng 4 năm 1937 dưới tên các Tỉnh Liên hiệp trong thời thực dân Anh, và được đặt lại tên Uttar Pradesh năm 1950. Lucknow là thủ phủ Uttar Pradesh. Ghaziabad, Bulandshahr, Kanpur, Gorakhpur, Allahabad, Raebareli, Moradabad, Bareilly, Aligarh, Sonbhadra, và Varanasi là những trung tâm công nghiệp quan trọng. Ngày 9 tháng 11 năm 2000, một bang mới, Uttarakhand, được tách ra từ vùng đồi núi Himalaya của Uttar Pradesh. Uttar Pradesh là một bang miền bắc tiểu lục địa Ấn Độ với khoảng 200 triệu dân.
Bang này giáp với Rajasthan về phía tây, Haryana, Himachal Pradesh và Delhi về phía tây bắc, Uttarakhand và các tỉnh Bagmati, Gandaki, Lumbini và Sudurpashchim của Nepal về phía bắc, Bihar về phía đông, Madhya Pradesh về phía nam, Jharkhand và Chhattisgarh về phía đông nam. Nó có diện tích 243.290 kilômét vuông (93.933 dặm vuông Anh), tương đương 6,88% tổng diện tích Ấn Độ, và là bang lớn thứ tư Ấn Độ theo diện tích. Hindi là ngôn ngữ chính thức và phổ biến nhất. Uttar Pradesh có nền kinh tế lớn thứ ba Ấn Độ, với GDP là ₹9763 tỷ (US$150 billion). Nông nghiệp và công nghiệp dịch vụ chiếm phần lớn kinh tế. Dịch vụ gồm du lịch, công nghiệp khách sạn, real estate, bất động sản, bảo hiểm và tư vấn tài chính.
Uttar Pradesh từng là lãnh thổ của nhiều đế quốc hùng mạnh trong lịch sử Ấn Độ cổ đại và trung cổ. Hai sông lớn trong bang, Hằng và Yamuna, hòa vào nhau tại Allahabad rồi tiếp tục chảy về phía đông. Nhiều địa điểm lịch sử, tự nhiên và tôn giáo hiện diện tại đây, như Agra, Varanasi, Piprahwa, Raebareli, Kaushambi, Ballia, Shravasti, Gorakhpur, Chauri Chaura, Kushinagar, Lucknow, Jhansi, Allahabad, Budaun, Meerut, Mathura, Jaunpur, Muzaffarnagar và Shahjahanpur.